# 山岡勝人
山岡 勝人（やまおか かつと、1908年11月14日 - 1998年10月12日）は、昭和時代日本の詩人、小説家、作詞家、劇作家。長野県出身。

## 生涯
1908年（明治41年）、長野県諏訪郡平野村（現在の岡谷市）湊に生まれる。旧制松本商業学校を卒業したのち、諏訪地域で小学校各校の教員を務める傍ら、伊藤松雄主宰の「町の劇場」運動に参加した。
1930年代後半からは文芸グループ「諏訪文学」に属し、小説を執筆する傍ら「山岡羊村」他の名義で懸賞歌謡への応募を始め、1941年（昭和16年）には大政翼賛会が制定した「大政翼賛の歌」で入選する。戦後は地域活動に徹し校歌や婦人会歌、音頭の作詞、新聞小説連載などの活動に従事した。
1969年（昭和44年）に『天竜川』、1978年（昭和53年）に『山岡勝人作品集』2巻を上梓。晩年は岡谷で旅行愛好家グループの世話人を務めていた。1998年（平成10年）10月12日死去。享年91（満89歳没）。

## 作品
特に注記の無い場合は本名で発表。

### 著書
- 天竜川 山岡勝人作品集（甲陽書房、1969年）
- 山岡勝人作品集 第1巻/第2巻（甲陽書房、1978年）

### 作詞
- 大政翼賛の歌（作曲：鷹司平通）
- 佐久高原メロディー（作曲：大村能章）
- 岡谷市立岡谷東部中学校校歌（作曲： 鵜飼貞方）
- 岡谷市立岡谷南部中学校校歌（補作：尾崎喜八、作曲：保坂泰正）

山岡羊村名義
- 街の辻馬車（作曲：小泉幸雄）
- 旅の隊商（作曲：杉田良造）
- 白樺の丘（作曲：飯田景応）
- ジプシー娘（作曲：飯田景応）
- 僕のパパさん（作曲：米山正夫）
- 興安吹雪（作曲：鈴木哲夫）
- 南海軍の歌（作曲者不詳）

日本職業野球連盟に1938年（昭和13年）秋期から参入した南海軍（現在の福岡ソフトバンクホークス）初代球団歌。雑誌『野球界』1939年11月号付録『職業野球便覧』に歌詞が掲載されているが、作曲者の氏名がクレジットされておらず旋律は不詳。
- 清陵讃歌（作曲：酒井利夫）

長野県諏訪清陵高等学校・附属中学校で校歌とは別に定められている讃歌。